# Ланграйн чорнощокий
Ланграйн чорнощокий (Artamus cinereus) — вид горобцеподібних птахів родини ланграйнових (Artamidae).

## Поширення
Вид поширений в Австралії (ареал займає майже всю частину країни, за винятком Тасманії та південно-східного узбережжя), на півдні Нової Гвінеї (південніше річки Флай), на острові Тимор та декількох дрібних островах. Місце проживання цих птахів представлене відкритими трав'янистими ділянками сухих і напівпосушливих саван з наявністю ізольованих дерев.

## Опис
Дрібний птах, завдовжки 18—19 см, вагою 30—40 г. Це птах з міцною зовнішністю, з сплющеною головою, коротким конічним дзьобом, довгими загостреними крилами з дуже широкою основою і коротким квадратним хвостом, а також досить короткими ногами. Верхня частина тіла попелясто-сіра, з темнішими крилами та хвостом. Нижня частина тіла світло-бежева. Вузька лицьова маска чорного кольору. Дзьоб синювато-сірий з чорним кінчиком, очі темно-карі, а ноги чорнуваті.

## Спосіб життя
Трапляється дрібними зграями. Проводять більшу частину дня в польоті, рухаючись у пошуках їжі та води. Живиться комахами, переважно летючими. У періоди, коли коники родини Acrididae стають особливо численними, ці птахи не харчуються практично нічим іншим. Зрідка поїдає ягоди, фрукти і нектар. Пік розмноження припадає на серпень-вересень, з одним виводком на рік, проте гніздування спостерігається у всі місяці року. Утворює моногамні пари. Гніздо будується обома партнерами в розколі кори або на роздвоєнні гілки: пари часто займаються лише перестановкою гнізда попереднього року. Гніздо має форму сплющеної чашки і будується з рослинних волокон, грубіших для зовнішньої сторони і м'якших для внутрішньої. У гнізді 3—4 білих яєць. Інкубація триває 14—16 днів. Пташенят доглядають і годують усі члени групи. Через 18 днів пташенята вчаться літати.

## Підвиди
- Artamus cinereus cinereus Vieillot, 1817 — номінальний підвид, широко поширений на південному заході Австралії;
- Artamus cinereus perspicillatus Bonaparte, 1850 — поширений на островах Семау, Тимор, Леті та Сермата;
- Artamus cinereus normani (Mathews, 1923) — поширений у Новій Гвінеї та північно-східній Австралії (півострів Кейп-Йорк та північно-східний Квінсленд);
- Artamus cinereus inkermani Keast, 1958 — поширений у центрально-східному штаті Квінсленду;
- Artamus cinereus melanops Gould, 1865 — поширений у центрально-східній частині Австралії.